# Ochrona z kontrolą dostępu
Ochrona z kontrolą dostępu (ang. Controlled Access Protection) – według Trusted Computer System Evaluation Criteria poziom kryteriów oznaczony literą C2. Udostępnia prowadzenie dla każdego użytkownika indywidualnie dziennika zdarzeń, związanych z bezpieczeństwem oraz środki do określania zakresu rejestrowanych zdarzeń (podsystem Audit). Systemy tej klasy posiadają rejestrację zdarzeń i rozszerzoną identyfikację użytkowników. Podsystem Audit tworzy zapisy na bazie zdarzeń spowodowanych akcjami użytkownika, mający wpływ na bezpieczeństwo. Zakres tych zdarzeń może określić administrator systemu dla każdego użytkownika oddzielnie. Poziom C2 stawia też dodatkowe wymagania dotyczące szyfrowania haseł, które muszą być ukryte w systemie (niedostępne dla zwykłych użytkowników). 